# Wasilij Politiko
Wasilij Tichonowicz Politiko (ros. Василий Тихонович Политико, ur. 1910 we wsi Narcyzawa w guberni mohylewskiej, zm. w listopadzie 1986 w Rostowie nad Donem) – funkcjonariusz radzieckich organów bezpieczeństwa, pułkownik, zastępca ludowego komisarza bezpieczeństwa państwowego Białoruskiej SRR (1943–1944).

## Życiorys
W 1929 sekretarz Sądu Ludowego w Tołoczynie, od lutego 1929 do stycznia 1931 propagandzista kulturalny rejonowego komitetu Komsomołu w Tołoczynie, od 1931 w WKP(b), od stycznia 1931 do października 1932 sekretarz odpowiedzialny rejonowego komitetu Komsomołu. Od października 1932 do listopada 1934 w Armii Czerwonej, 1934-1935 słuchacz kursów kadry operacyjnej NKWD Białoruskiej SRR, później pomocnik pełnomocnika operacyjnego Wydziału Tajno-Politycznego Zarządu Bezpieczeństwa Państwowego (UGB) NKWD Białoruskiej SRR, od grudnia 1937 do czerwca 1938 szef rejonowego oddziału NKWD w obwodzie mińskim, od 21 lutego 1938 sierżant bezpieczeństwa państwowego. Od czerwca do listopada 1938 szef Oddziału II Wydziału IV UGB NKWD Białoruskiej SRR, od listopada 1938 do listopada 1939 szef Miejskiego Oddziału NKWD w Słucku, 19 lipca 1939 awansowany na lejtnanta bezpieczeństwa państwowego, od września 1939 w Grupie Operacyjnej NKWD Białoruskiej SRR na obwód Nowogródek (rejon świeżo oderwany od Polski przez ZSRR). Od listopada 1939 do marca 1941 zastępca szefa Zarządu NKWD obwodu nowogródzkiego/baranowickiego, od 18 kwietnia do czerwca 1941 szef Zarządu NKGB obwodu baranowickiego, od 28 kwietnia 1941 starszy lejtnant bezpieczeństwa państwowego. Od czerwca do października 1941 zastępca szefa Wydziału Specjalnego NKWD 19 Armii (Front Zachodni), 11 września 1941 mianowany kapitanem bezpieczeństwa państwowego, od listopada 1941 do 1942 zastępca szefa Wydziału Specjalnego NKWD 33 Armii (Front Zachodni), 1942 zastępca szefa Wydziału Specjalnego NKWD 1 Armii Saperskiej i szef Grupy Operacyjno-Czekistowskiej NKWD Białoruskiej SRR (obwody mohylewski i smoleński), od września 1942 do 17 czerwca 1943 zastępca szefa Wydziału Specjalnego NKWD/Zarządu Kontrwywiadu Ludowego Komisariatu Obrony Frontu Zachodniego, 11 lutego 1943 mianowany podpułkownikiem. Od czerwca 1943 do 12 października 1944 zastępca ludowego komisarza bezpieczeństwa państwowego Białoruskiej SRR, od 26 maja 1943 pułkownik Armii Czerwonej, a od 17 sierpnia 1943 pułkownik NKGB. Od 12 października 1944 do 11 grudnia 1947 szef Zarządu NKGB/MGB obwodu grodzieńskiego, od 11 grudnia 1947 do 7 lipca 1952 szef Zarządu MGB obwodu homelskiego, od 7 lipca 1952 do 16 marca 1953 szef Zarządu MWD obwodu briańskiego. Od 9 czerwca do 7 sierpnia 1953 zastępca ministra spraw wewnętrznych Białoruskiej SRR, od 7 sierpnia 1953 do 31 marca 1954 ponownie szef Zarządu MWD obwodu briańskiego, od czerwca 1954 do października 1959 zastępca szefa Zarządu KGB obwodu rostowskiego, następnie zwolniony. Zaocznie studiował w Wyższej Szkole Partyjnej przy KC KPZR, od grudnia 1959 do maja 1966 pełnomocnik Rady ds. Rosyjskiej Cerkwi Prawosławnej przy Radzie Ministrów ZSRR na obwód rostowski, od maja 1966 do lipca 1976 pełnomocnik Rady ds. Religii przy Radzie Ministrów ZSRR na obwód rostowski, następnie na emeryturze.

## Odznaczenia
- Order Lenina (30 grudnia 1948)
- Order Wojny Ojczyźnianej I klasy (dwukrotnie - 1 stycznia 1944 i 11 marca 1985)
- Order Czerwonej Gwiazdy (dwukrotnie - 24 lutego 1942 i 25 lipca 1949)